# Öreglak
Öreglak là một thị trấn thuộc hạt Somogy, Hungary. Thị trấn này có diện tích 20,72 km², dân số năm 2010 là 1609 người, mật độ 78 người/km².